# Oktavián II. Piccolomini
Oktavián II. Piccolomini, též Oktavius, či Octavio Piccolomini (celým jménem Oktavián II. Eneáš Josef, kníže Piccolomini, italsky Ottavio Enea Giuseppe Piccolomini, 17. února 1698 – 25. ledna 1757, Hradec Králové) byl česko-italský šlechtic, vévoda z Amalfi, říšský kníže a majitel východočeského panství Náchod. Pocházel z italského rodu Piccolomini-Pieri.

## Život

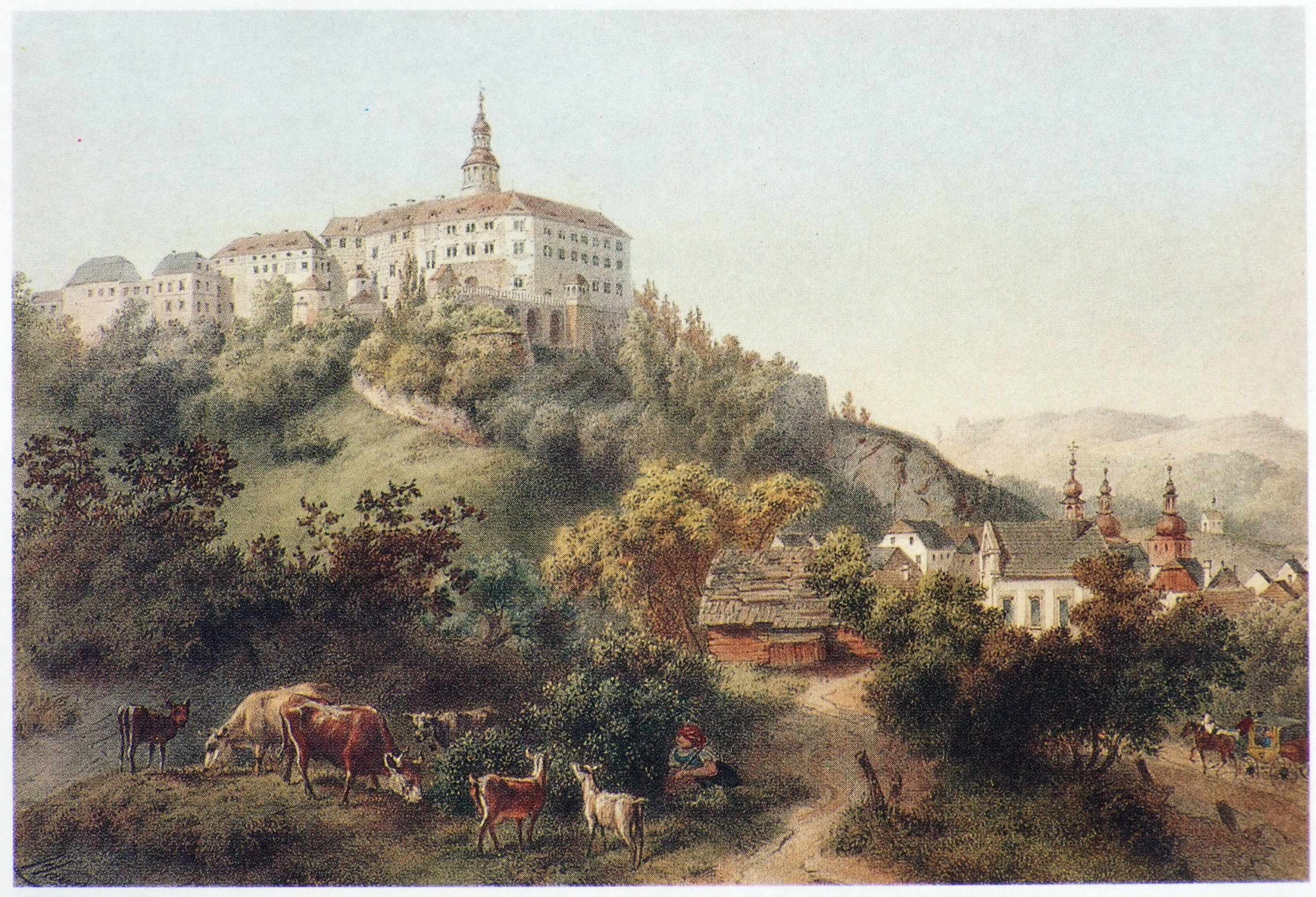
Náchodský zámek

Jeho rodiče byli Vavřinec (Lorenzo) Piccolomini a Anna Viktorie Ludmila Libštejnská z Kolovrat († 1738). Po otcově smrti v roce 1712 zdědil jeho majetek prvorozený syn Jan Václav (Giovanni Venceslao Piccolomini d'Aragona), ten však byl až do roku 1732 z důvodu duševní nemoci v poručnictví své matky.
V roce 1732 zemská vláda Hradeckého kraje jmenovala Janova mladšího bratra Oktaviána správcem Náchodského panství. Teprve po Janově smrti v roce 1742 připadlo dědictví Oktaviánovi. V roce 1745 nechal opravit škody způsobené na panství v první slezské válce. Náchodský zámek byl rozsáhle zrekonstruován a tzv. Španělský sál byl opatřen malbami Felixe Antonína Schefflera.

## Vojenská kariéra
V mladém věku vstoupil do armády a již ve věku 17 let bojoval v řadách vojska prince Evžena Savojského v benátsko-rakouské válce s Turky, kde byl zraněn. Poté byl jmenován rytmistrem, v roce 1738 polním vachmistrem a v roce 1744 polním podmaršálkem. V roce 1754 získal hodnost polního zbrojmistra.
Ve druhé slezské válce byl Oktavián jmenován generálporučíkem a současně se stal velícím důstojníkem na Moravě a v rakouském Slezsku. Na začátku sedmileté války bojoval se svou armádou ve východních Čechách.
Zemřel 25. ledna 1757 v Hradci Králové na mrtvici.
Oktavián Eneáš Piccolomini nebyl ženatý a nezanechal žádné potomky. Spolu s ním vyhasla rodová větev Piccolomini-Pieri. Dědicem rodového majorátu Náchod se stal vévoda Jan Pompejus Piccolomini (Giovanni Pompeo Piccolomini) z rodové větve Piccolomini-Todeschini.